# Michellie Jones
Michellie Yvonne Jones AM (* 6. September 1969 in Fairfield) ist eine ehemalige australische Triathletin. Sie ist zweifache Weltmeisterin auf der Kurzdistanz, Weltmeisterin im Cross-Triathlon, Silbermedaillengewinnerin bei den Olympischen Spielen 2000 in Sydney und Goldmedaillengewinnerin bei den Paralympischen Spielen (2016).

## Werdegang

### Triathlon seit 1990
Michellie Jones startete 1990 bei ihrem ersten Triathlon.
1992 wurde sie in Kanada Triathlon-Weltmeisterin auf der Kurzdistanz (1,5 km Schwimmen, 40 km Laufen und 10 km Laufen) und konnte diesen Titel 1993 in Manchester verteidigen. Im ITU-Triathlon-World-Cup wurde sie 1993 Dritte.
Im November 1996 wurde sie auf Maui Weltmeisterin im Cross-Triathlon (1,5 km Schwimmen, 32 km Mountainbike und 12 km Geländelauf).
1998 konnte sie den ITU-Triathlon-World-Cup gewinnen und diesen Erfolg im Jahr 2000 wiederholen.
Michellie Jones erreichte bei der erstmaligen Austragung der Triathlon-Wettbewerbe bei den Olympischen Spielen 2000 in Sydney hinter der Schweizerin Brigitte McMahon die Silbermedaille.
Im Sommer 2004 konnte sie zum achten Mal den Escape from Alcatraz Triathlon gewinnen. Nach diesen zahlreichen Erfolgen über die Kurzdistanz startete Jones im November 2004 erstmals beim Ironman Florida über die Langdistanz, konnte das Rennen als Siegerin beenden und sich damit für einen Startplatz beim Ironman Hawaii im Oktober 2005 qualifizieren.

### Siegerin Ironman Hawaii 2006
Im Oktober 2006 gewann sie als erste Australierin den Ironman Hawaii (Ironman World Championship), nachdem sie hier im Vorjahr schon den zweiten Rang belegt hatte.

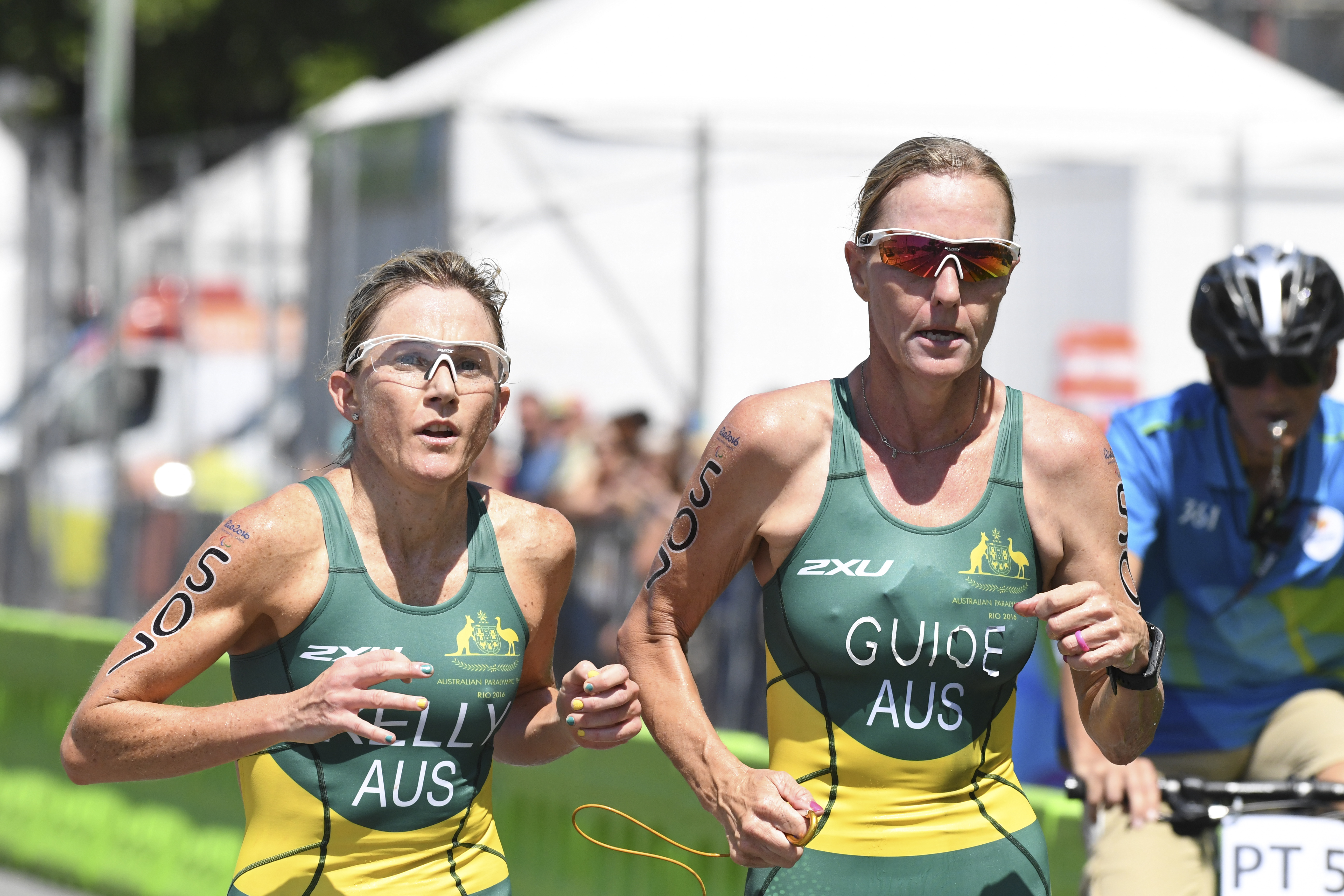
Michellie Jones (rechts) als Führerin für die blinde Katie Kelly bei den Sommer-Paralympics 2016

Im September 2014 wurde sie im kanadischen Edmonton ITU-Weltmeisterin in der Altersklasse 45–49 auf der Triathlon-Sprintdistanz.

### Paratriathlon seit 2015
Seit der Saison 2015 ist Michellie Jones als „Führerin“ (guide) für ihre Landsfrau, die blinde Triathletin Katie Kelly aktiv. Paratriathlon (750 m Schwimmen, 20 km Radfahren/Tandem und 5 km Laufen) wurde 2016 zum ersten Mal bei den Paralympischen Spielen ausgetragen und Katie Kelly konnte am 11. September mit Jones in Rio de Janeiro die Goldmedaille gewinnen.
Seit 2019 tritt Michellie Jones nicht mehr international in Erscheinung. Sie lebt in Carlsbad.

## Auszeichnungen
- Michellie Jones wurde im Jahr 2014 von der International Triathlon Union (ITU) für die Aufnahme in die Hall of Fame nominiert.[2]
- Im August 2019 wurde bekannt gegeben, dass Michellie Jones mit der Aufnahme in die „Ironman Hall of Fame“ ausgezeichnet werden soll.[3]

## Sportliche Erfolge
| Datum/Jahr    | Rang | Wettbewerb              | Austragungsort | Zeit     | Bemerkung                                                        |
| ------------- | ---- | ----------------------- | -------------- | -------- | ---------------------------------------------------------------- |
| 11. Sep. 2016 | 1    | Sommer-Paralympics 2016 | Rio de Janeiro | 01:12:18 | im Paratriathlon – als Führerin für die Australierin Katie Kelly |

| Datum/Jahr    | Rang | Wettbewerb                                       | Austragungsort     | Zeit     | Bemerkung                                                                                          |
| ------------- | ---- | ------------------------------------------------ | ------------------ | -------- | -------------------------------------------------------------------------------------------------- |
| 20. Sep. 2010 | 2    | Ironman 70.3 Cancún                              | Cancún             | 04:27:01 | [ 4 ]                                                                                              |
| 13. Juni 2010 | 3    | Eagleman Ironman 70.3                            | Cambridge          | 04:28:25 | |
| 2. Mai 2010   | 4    | Escape from Alcatraz Triathlon                   | San Francisco      | 02:20:37 | hinter der Siegerin Leanda Cave                                                                    |
| 14. Nov. 2009 | 6    | Ironman 70.3 World Championship                  | Clearwater         | 04:08:17 | |
| 20. Sep. 2009 | 1    | Ironman 70.3 Cancún                              | Cancún             | 04:41:48 | Siegerin mit knapp zwölf Minuten Vorsprung auf die Zweitplatzierte, die Deutsche Daniela Sämmler   |
| 16. Aug. 2009 | 3    | Ironman 70.3 Lake Stevens                        | Lake Stevens       | 04:31:07 | [ 7 ]                                                                                              |
| 12. Juli 2009 | 1    | Ironman 70.3 Rhode Island                        | Narragansett       | 04:23:56 | |
| Juni 2008     | 1    | Oliver Half Ironman                              | Vereinigte Staaten | 04:33:54 | Siegerin vor Tracy Robertson und der Britin Rachel Joyce                                           |
| 22. Juli 2007 | 2    | Vineman Ironman 70.3                             | Sonoma County      | 04:21:30 | hinter der Kanadierin Samantha McGlone                                                             |
| 2007          | 2    | Ironman 70.3 Hawaii                              | Hawaii             |          | |
| 18. März 2006 | 1    | Ironman 70.3 California                          | Oceanside          | 03:58:24 | |
| 2006          | 1    | Ironman 70.3 Hawaii                              | Hawaii             |          | |
| 2005          | 1    | Ironman 70.3 Hawaii                              | Hawaii             |          | |
| 6. Juni 2004  | 1    | Escape from Alcatraz Triathlon                   | San Francisco      | 02:08:54 | |
| 3. Apr. 2004  | 1    | Ralph’s California Half-Ironman                  | Oceanside          | 04:34:00 | vor Heather Fuhr                                                                                   |
| 2003          | 1    | Pacific Coast International Triathlon Union race | Vereinigte Staaten | 02:05:17 | [ 10 ]                                                                                             |
| 6. Dez. 2003  | 3    | ITU Triathlon World Championships                | Queenstown         | 02:08:05 | Weltmeisterschaft auf der olympischen Distanz (1,5 km Schwimmen, 40 km Radfahren und 10 km Laufen) |
| 2002          | 1    | Escape from Alcatraz Triathlon                   | San Francisco      |          | |
| 2001          | 2    | ITU Triathlon World Championships                | Edmonton           |          | Weltmeisterschaft auf der olympischen Distanz                                                      |
| 2001          | 1    | Escape from Alcatraz Triathlon                   | San Francisco      |          | |
| 30. Apr. 2000 | 3    | ITU Triathlon World Championships                | Perth              | 01:55:25 | hinter der Siegerin Nicole Hackett                                                                 |
| 2000          | 1    | Escape from Alcatraz Triathlon                   | San Francisco      |          | |
| 2000          | 2    | Olympische Sommerspiele 2000                     | Sydney             | 02:00:42 | Triathlon (olympische Distanz)                                                                     |
| 11. Sep. 1999 | 4    | ITU Triathlon World Championships                | Montreal           | 01:56:19 | Weltmeisterschaft auf der olympischen Distanz (1,5 m Schwimmen, 40 km Radfahren und 10 km Laufen)  |
| 1999          | 1    | Escape from Alcatraz Triathlon                   | San Francisco      |          | |
| 1998          | 1    | Escape from Alcatraz Triathlon                   | San Francisco      |          | |
| 30. Aug. 1998 | 2    | ITU Triathlon World Championships                | Lausanne           | 02:08:03 | Vizeweltmeisterin auf der Kurzdistanz                                                              |
| 16. Nov. 1997 | 3    | ITU Triathlon World Championships                | Perth              | 02:00:48 | |
| 1997          | 1    | Escape from Alcatraz Triathlon                   | San Francisco      |          | |
| 1996          | 1    | St. Croix Triathlon                              | Saint Croix        |          | |
| 1995          | 1    | Laguna Phuket Triathlon                          | Phuket             | 02:41:19 | |
| 1995          | 1    | St. Croix Triathlon                              | St. Croix          |          | |
| 1995          | 1    | Escape from Alcatraz Triathlon                   | San Francisco      |          | |
| 22. Aug. 1993 | 1    | ITU Triathlon World Championships                | Manchester         | 02:07:41 | ITU World Triathlon Champion                                                                       |
| 12. Sep. 1992 | 1    | ITU Triathlon World Championships                | Huntsville         | 02:02:07 | |
| 13. Okt. 1991 | 3    | ITU Triathlon World Championships                | Queenstown         | 02:02:49 | Dritte bei der Weltmeisterschaft auf der olympischen Distanz                                       |
| 15. Sep. 1990 | 13   | ITU Triathlon World Championships                | Orlando            | 02:10:04 | |

| Datum/Jahr    | Rang | Wettbewerb      | Austragungsort | Zeit     | Bemerkung |
| ------------- | ---- | --------------- | -------------- | -------- | --- |
| 10. Okt. 2009 | DNF  | Ironman Hawaii  | Hawaii         | –        | |
| 6. Apr. 2008  | 2    | Ironman Arizona | Tempe          |          | Zweite hinter der Ungarin Erika Csomor |
| 21. Okt. 2006 | 1    | Ironman Hawaii  | Hawaii         | 09:18:31 | Als erste Australierin nach ihrem Landsmann Greg Welch (1994) erreichte Michellie Jones in Kona die Goldmedaille.                                                                 |
| 9. Apr. 2006  | 1    | Ironman Arizona | Tempe          | 09:12:53 | |
| 15. Okt. 2005 | 2    | Ironman Hawaii  | Hawaii         | 09:11:51 | Bei ihrem zweiten Start über die Ironman-Distanz holte sie sich hinter Natascha Badmann die Silbermedaille – sie wurde etwa 10 km vor dem Ziel noch von der Schweizerin überholt. |
| 6. Nov. 2004  | 1    | Ironman Florida | Panama City    | 09:28:54 | |

| Datum/Jahr   | Rang | Wettbewerb                | Austragungsort | Zeit     | Bemerkung                                                                                         |
| ------------ | ---- | ------------------------- | -------------- | -------- | ------------------------------------------------------------------------------------------------- |
| 3. Nov. 1996 | 1    | Xterra World Championship | Maui           | 03:04:53 | Weltmeisterschaft im Cross-Triathlon (1,5 km Schwimmen, 32 km Mountainbike und 12 km Geländelauf) |

(DNF – Did Not Finish)